# Video-Anleitung
Als Video-Anleitung, Video-Tutorial oder Film-Anleitung wird eine elektronische Form der Gebrauchsanweisung bezeichnet, die versucht, dem Betrachter visuell Kenntnisse zu vermitteln. Dies geschieht oft in Form von Tutorials oder Tipps und Tricks. Ziel ist es, dem Benutzer die Funktionsweise näherzubringen und komplexe Vorgänge einfach und vom Benutzer reproduzierbar darzustellen. Dies kann durch die visuelle Form der Darbietung häufig effizienter als durch eine gedruckte Papier-Anleitung bewerkstelligt werden. Ein weiterer Vorteil ist, dass viele Video-Anleitungen im Gegensatz zum Utility Film zusätzlich mit Ton oder Untertiteln unterlegt sind, den User also über 2 Rezeptionskanäle – audiovisuell – ansprechen.

## Herstellung
Es gibt verschiedene Motivationen dafür, Video-Anleitungen herzustellen, beispielsweise:
- engagierte Internetnutzer möchten ihr Wissen teilen
- ein Hersteller möchte für sein Produkt Support leisten oder dessen Funktionen detailliert vorstellen
- (Dritt-)Firmen möchten mit Mehrwert für den Nutzer auf ihre eigenen Supportdienstleistung aufmerksam machen (Beispiel: eine Fahrradwerkstatt wirbt mit einem Video über das Einstellen eines Fahrrad-Schaltwerks).

Dadurch, dass Kameras mit mindestens akzeptabler Videoaufzeichnungsqualität im Endanwenderbereich in den letzten Jahren immer preisgünstiger geworden sind, ist es einer großen Anzahl von Menschen rein technisch ermöglicht worden, sich selber beim Ausführen von Vorgängen zu filmen und das Ergebnis dann auf ein Videoportal hochzuladen. Beispiele hierfür sind technisch-mechanische Vorgänge wie das Falten eines Origami-Werks.
Für Video-Anleitungen im Software-Bereich gibt es mittlerweile auf dem Software-Markt eine Reihe von Programmen, die es Benutzern ermöglichen, selbst Video-Anleitungen zu produzieren und zu veröffentlichen. Normalerweise bieten diese Screen-Capture-Programme zahlreiche Optionen wie beispielsweise die Möglichkeit, nur eine bestimmte Region des Bildschirms aufzunehmen, oder eine Bild im Bild (englisch Picture-in-Picture, PIP)-Funktion, mit der zusätzlich ein Webcam-Bild in die Anleitung mit eingeblendet werden kann. Exportiert werden kann das einmal fertiggestellte Projekt üblicherweise als Flash-Datei (.swf), Video-Datei (etwa .avi, .mpeg) oder als fertig kompilierte .exe-Datei.

## Anwendung
Viele Software-Unternehmen legen ihrer hergestellten Software bei der Auslieferung – zusätzlich zu einer gedruckten Anleitung und einer „Online-Hilfe“ (.chm) – eine Video-Anleitung auf der Programm-CD bei, die schwierige Vorgänge bei der Arbeit mit dem Programm erläutern soll.
Zudem gibt es eine Reihe von Websites, die sich auf Video-Anleitungen spezialisiert haben und – beispielsweise gegen eine geringe Gebühr pro Video-Abruf (Video on Demand, VOD) oder pro Monat – viele Video-Anleitungen zur Verfügung stellen, die Erläuterungen und Tipps und Tricks zu gängigen (bzw. auf Kauf-PCs vorinstallierten) Programmen liefern. Benutzer können zudem häufig Anleitungen zu spezielleren Problemen erbitten.

## Nutzerzahlen
Laut einer Umfrage im Auftrag des Digitalverbands Bitkom aus dem Jahr 2015 haben sich 37 Prozent der Deutschen schon einmal ein Video-Tutorial angesehen, was circa 20 Millionen Bundesbürgern entspricht. In der Altersgruppe der 14- bis 29-Jährigen haben 39 Prozent Erfahrung mit den Tutorials. Bei den über 64-Jährigen sind es 32 Prozent. Die beliebtesten Themen sind demnach Haushaltsthemen, Computer und Technik sowie Bildungsthemen.